# 德魯姆里站
德魯姆里站（英語：Drumry railway station）是一個位於蘇格蘭西敦巴頓郡克萊德班克的鐵路站，由蘇格蘭鐵路管理，服務路線為北克萊德線和阿蓋爾線。

## 歷史
德魯姆里站在1953年啟用，用來服務在第二次世界大戰後於克萊德班克北部建立的兩個住宅區。

## 設施
車站設有停車場和10個自行車車位，逢星期一至六均有售票員駐守。

## 服務
逄星期一至六，德魯姆里站每半小時便各有一班北克萊德線和阿蓋爾線的列車服務，這亦代表每15分鐘便有一班相同方向的列車抵達。北克萊德線目的地包括艾尔德里站、巴勒赫站和格拉斯哥皇后站，而阿蓋爾線目的地為达尔缪尔站和格拉斯哥中央車站下層。星期日則每半小時有一班北克萊德線列車開往格拉斯哥皇后站，終點站為愛丁堡威瓦利站和海倫斯堡中央站。